# Jリーグ特命PR部
Jリーグ特命PR部とは、JリーグがSNS上でネットユーザーを対象に2010年度から開始した広報活動である。

## 歴代女子マネージャー
| 年度    | 女子マネージャー |
| ------- | ---------------- |
| 2010-12 | 足立梨花         |
| 2015-17 | 佐藤美希         |

足立、佐藤ともに満期解任後も「名誉マネージャー」として随時リーグ関連のPR活動に参加している。

## 部員
部員にはInstagramによる「Instagram部員」、Twitterによる「Twitter部員」、ブログによる「Blog部員」の3種類がいる。